# KickSat
KickSat 1 war ein US-amerikanischer Technologieerprobungs- und Amateurfunksatellit im Format eines Drei-Einheiten-Cubesat (3U). Der Satellit wurde im April 2014 gestartet und sollte anschließend 104 Femtosatelliten aussetzen, was jedoch nicht funktionierte. Im März 2019 wurde das Experiment mit KickSat 2 erfolgreich wiederholt.
KickSat 1 wurde von einem Studenten der Cornell University, dem Funkamateur Zachary Manchester (Amateurfunkrufzeichen KD2BHC), gebaut und mittels einer Crowdfunding-Kampagne auf der Plattform Kickstarter finanziert. Der Start wurde von der NASA im Rahmen des ELaNa-Programms ermöglicht.

## Technik und Missionsplanung
Die Abmessungen des Satelliten betrugen 10 cm × 10 cm × 34 cm bei einer Masse von etwa 5,5 kg. Der Satellit war für die Kommunikation im Amateurfunkbereich ausgelegt, mit Sendern auf den Frequenzen 437,505 MHz und 2401–2436,2 MHz. Zur Energieversorgung verfügte er über Solarzellen. Kicksat 1 besaß keinen Antrieb, aber eine aktive Lageregelung. Der Satellit konnte bis zu 128 „Sprite“-Femtosatelliten mitführen (englisch sprite: Kobold, Elfe, Wicht), jedoch waren nur 104 an Bord.

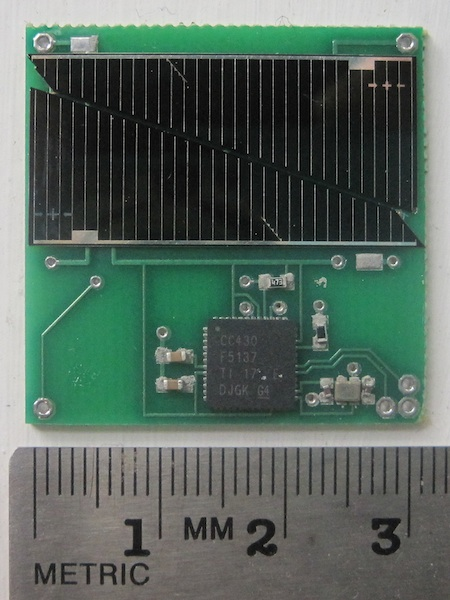
Sprite-Femtosatellit

Die Sprites sollten 16 Tage nach dem Start ausgestoßen werden und mit jeweils 10 Milliwatt Sendeleistung im 70-Zentimeter-Band Signale zur Erde senden, alle auf derselben Frequenz von 437,240 MHz im Codemultiplexverfahren. Die Femtosatelliten bestanden jeweils aus einer Platine mit 32 mm Kantenlänge, die Solarzellen sowie eine Sendeelektronik trug und an der eine Antenne befestigt war. Aufgrund der gewählten niedrigen Umlaufbahn wurde erwartet, dass die Sprites innerhalb weniger Tage in der Erdatmosphäre verglühen, so dass kein Weltraummüll entstanden wäre.

## Missionsverlauf
Der Satellit wurde am 18. April 2014 als Sekundärnutzlast mit einer Falcon-9-v1.1-Rakete vom Startkomplex 40 der Cape Canaveral Air Force Station gestartet. Die Hauptnutzlast des Flugs war ein Dragon-Raumschiff für die ISS-Versorgungsmission SpaceX CRS-3; außerdem wurden die Cubesats All-Star/THEIA, PhoneSat 2.5, TSAT und SporeSat in Erdumlaufbahnen gebracht.
KickSat 1 sendete vom Orbit aus Datenpakete, die am Boden empfangen wurden, aber seine Energieversorgung erreichte nicht die erforderliche Spannung, um auch den Empfänger an Bord in Betrieb zu nehmen. Zudem erfolgte, vermutlich strahlungsbedingt, am 30. April ein Neustart des Bordcomputers, der auch den Countdown für die Freisetzung der Sprites wieder auf 16 Tage zurücksetzte. Die Femtosatelliten wären demnach erst am 16. statt – wie geplant – am 4. Mai ausgestoßen worden. Dieses Datum lag jedoch nach dem erwarteten Wiedereintritt des Satelliten in die Erdatmosphäre. Da der Empfänger wegen der zu niedrigen Betriebsspannung nicht funktionierte, konnte auch kein Befehl gesendet werden, um die Sprites unabhängig von der Zeitsteuerung freizusetzen. Der Satellit verglühte am 14. Mai 2014, ohne sein Missionsziel erfüllt zu haben.

## KickSat 2
Der Nachfolgesatellit KickSat 2 wurde vom Ames Research Center der NASA und der Stanford University entwickelt und gebaut. Am 17. November 2018 wurde er an Bord eines Cygnus-Versorgungsraumschiff auf einer Antares-230-Rakete in den Weltraum gebracht. Die Cygnus dockte zunächst für drei Monate an der ISS an. Erst nach dem Ablegen des Raumschiffs im Februar 2019 wurde KickSat 2 in eine eigene Umlaufbahn entlassen, und am 18. März setzte er 100 Sprites aus. Erste Empfangsmeldungen für Signale der Femtosatelliten gab es bereits am folgenden Tag.